# Georgios Sphrantzes
Georgios Sphrantzes (adesea eronat și Phrantzes; n. 30 august 1401 – d. cca. 1477) a fost un înalt demnitar și diplomat bizantin, care a servit în timpul ultimilor trei împărați și a trăit căderea Constantinopolei (1453) și sfârșitul Imperiului Bizantin. A lăsat în urmă o carte de memorii, izvor de mare importanță asupra decadenței Bizanțului, care conține și însemnări relevante pentru istoria românilor.

## Biografie
Sphrantzes s-a născut la Constantinopole, la 30 august 1401. Unchiul său pe filieră paternă a fost educatorul lui Constantin Paleologul, unul dintre fiii împăratului Manuil al II-lea Paleologul, astfel că Sphrantzes și verii săi au fost de devreme prieteni cu Paleologul care avea să fie ultimul împărat al Bizanțului. Privitor la familia sa, Sphrantzes nota că în iarna lui 1416:
„a izbucnit ciumă la Marea Neagră și se aflau guvernatori cu familiile lor, într-una din cetățile de acolo, cumnatul meu Grigore Paleologul Mamonas, bărbat strălucit [...]; încă și soru-mea, femeia lui și o fetiță a lor; și mai întîi a murit fetița și la șapte zile după dînsa tatăl ei și la șapte zile după tatăl mama dînsei; dar încă și șase dintre oamenii de sub mîna lor, și bărbați și femei, rămînînd însă numai doi dintre ei. Venind la Constantinopol, într-un glas le-au spus acestea nenorociților mei părinți, care de altminteri erau să moară la auzul acestei știri; și daca n-au murit de aceasta cu totul, mai apoi au rămas bolnavi [...]”
La 17 martie 1418, pe când nu împlinise încă vârsta de 17 ani, Sphrantzes a intrat în slujba împăratului Manuil al II-lea Paleologul, care a domnit până în 1425. Devotat misiunii sale, tânărul a trecut în serviciul următorului basileu, Ioan al VIII-lea Paleologul (1425-1448), însă a făcut demersuri să fie lăsat în serviciul fratelui acestuia, despotul Constantin, care ajunsese între timp domnitor asupra unei părți din Peloponez, avându-și centrul de putere la Vostița. Demersurile s-au fructificat în 1427, atunci când după ce i-a însoțit pe Ioan al VIII-lea și pe împărăteasa-mamă în Peloponez, tânărul demnitar a rămas pe lângă despotul Constantin. Odată cu căsătoria acestuia, Sphrantzes a luat în seamă cetatea Glarența, zestre din partea miresei.
Lealitatea lui Sphrantzes a fost pusă sub proba focului în timpul asedierii Patrasului (1429) de către despotul Constantin: atunci și-a pus propria viață în pericol pentru a-l scăpa din primejdie pe Constantin. În cuvintele lui Sphrantzes:
„Iar la 26 din aceeași lună martie, cum ne aflăm după slujba din sîmbăta mare, după ce am luat masa, ședeam în cortul domnitorului nostru, vorbind despre cîte de toate. Dar deodată din Poarta Evreiască sau a Văcarului  — căci se chema și așa  — au năvălit puțini călăreți și, cum s-au ivit, fiind puși pe fugă, au plecat și au intrat în Poarta de la Marginea Mării; acolo toți cei din oraș stăteau pregătiți bine cu arcuri grele și ușoare și cu țepe. Iar despotul cu mine, aflîndu-ne în frunte la fugărirea călăreților, pentru că din întîmplare caii noștri se găseau înșeuați lîngă podețul de pe drum ce duce la sfîntul Andrei, unul din patreni a săgetat calul despotului așa încît a căzut de îndată; și alergînd ca sau să-l omoare, sau să-l prindă, eu m-am nimerit ca să-l apăr luptîndu-mă; și el, cu ajutorul lui Dumnezeu, despleticindu-se de cal, a fugit pe jos.” A fost prins și întemnițat pentru 40 de zile, iar după eliberarea din mâinile patrenilor, a fost răsplătit de despot și trimis sol la sultanul Murad al II-lea, de la care a obținut orașul pentru bizantini.
În anii următori a îndeplinit o sumă de misiuni diplomatice. În 1430 a fost numit guvernator al orașului Patras. în 1432 a fost ridicat în dregătoria de protovestiarit de către împărat. În 1435 a încercat să obțină orașul Atena pentru despotul Constantin, întreprindere neizbutită. La 24 septembrie 1437 a ajuns împreună cu despotul la Constantinopole și a rămas cu el pe întregul timp al absenței împăratul Ioan VIII, care plecase în Italia pentru a participa la Conciliul de la Ferarra-Florența și s-a întors în februarie 1440. În decembrie 1440 Sphrantzes a plecat în insula Lesbos, pentru a aranja căsătoria fiicei domnitorului de acolo cu Constantin.
Cum despotul Teodor a murit în iunie 1448, la moartea împăratului Ioan al VIII-lea în 31 octombrie 1448 despotul Constantin a ajuns împărat al Imperiului Roman, la această dată văduvit deja pentru a doua oară. Sphrantzes a fost trimis la sultanul otoman Murad al II-lea, care a marcat evenimentul cu cadouri. În 1449 Sphrantzes a fost trimis în Trapezunt și Iviria, pentru a aranja o nouă căsătorie pentru Constantin. În Trapezunt a aflat cu îngrijorare vestea morții lui Murad al II-lea și a accederii la tron a lui Mahomed al II-lea:
La auzul acestei vești am rămas fără de glas și așa durere m-a cuprins, de parcă mi-ar fi spus moartea celor mai dragi ai mei; și stînd cîteva clipe adînc mîhnit, spun: „Măria-ta, stăpîne, aceasta nu e veste de bucurie, ci de mare durere!” Iar el spune: „Cum omule?” Și eu i-am spus: „Pentru că acela era bătrîn și încercarea lui împotriva Constantinopolului a dat greș și nu mai voia să întreprindă de loc așa ceva, ci dorea numai prietenie și pace: dar acesta care a ajuns acum domnitor este tînăr și de copil dușman al creștinilor, ca să-și bată joc și să amenințe că va face aceea și aceea contra creștinilor.
Constantin ar fi dorit să-l ridice în dregătoria de mare duce (funcție asimilabilă celei de prim ministru, deținută la acel moment de Luca Notara), însă acest plan a fost năruit de atacul turcesc asupra orașului. Încredințat cu inspecția apărătorilor Constantinopolei, Sphrantzes a fost în afară de împăratul Constantin singura persoană care cunoștea numărul exact de apărători disponibili orașului asediat. De altfel, pe 29 martie 1453, ziua căderii orașului, Sphrantzes a fost trimis de împărat în altă parte a orașului, astfel că nu a fost martor la moartea împăratului. A fost luat captiv și vândut în sclavie, iar la fel s-a întâmplat cu soția și cei doi copii ai săi. Mai târziu s-a răscumpărat și în 1 septembrie 1453 a ajuns în Peloponez, unde a intrat în slujba despotului Toma. În 1454 a reușit să își răscumpere la Adrianopole soția, însă băiatul și fata au sfârșit în robie. După o călătorie la Veneția în 1455, Sphrantzes s-a retras la Metone. După cucerirea Peloponezului de către sultanul otoman, a ajuns în Corfu (în 1460). Acolo a ieșit din serviciul despotului, refugiindu-se în mănăstiri. În 1466 a avut loc o călătorie la Roma, unde Sphrantzes a stat timp de 36 de zile sub acoperișul fiilor despotului Toma, vizitând monumentele orașului. Via Veneția a ajuns înapoi la Corfu. La 1 august 1468 a luat rasa de monarh, iar în 1472 a fost făcut călugăr, pe timpul unei boli grave. Ultima însemnare datează din vara lui 1477; probabil la scurt timp a murit.